# مقتل عائلة الدلو
مقتل عائلة الدلو أو مجزرة عائلة الدلو كما يردُ في المصادر الفلسطينية والعربيّة هي مجزرة نفذتها طائرات الاحتلال الإسرائيلي حينما أغارت في 18 تشرين الثاني/نوفمبر 2012 – خلال الحرب على غزّة – على منزل عائلة الدلو ما تسبَّب في مقتل 12 شخصًا؛ بينهم عشرة أفراد من عائلة الدلو بما في ذلك خمسة أطفال وامرأة مُسنَّة بالإضافةِ إلى اثنين من جيران العائلة بما في ذلك امرأة مسنة أخرى. تسبَّبت الغارة الجويّة في تدمير العديد من المنازل القريبة من موقع الهجوم؛ كما أُصيب تسعة مدنيين آخرين على الأقل في العملية. قُتل خلال الهجوم محمَّد جمال الدلو وهو أحد أعضاء شرطة غزة المكلفة بحماية الأشخاص المهمين، فبرَّر جيش الاحتلال الغارة الجويّة على المنزل المدني مباشرةً بأنها كانت تستهدفُ محمد جمال.

## التصريحات الإسرائيلية
في يومِ الضربة؛ قالَ الجيش الإسرائيلي إن رئيس وحدة حماس الصاروخية يحيى ربيعة قُتل في الغارة قبل أن يتراجع عن هذا التصريح في بيانه مشيرًا أو مُصححًا أن الذي استُهدف هو ناشطٌ بارزٌ داخل الوحدة الصاروخية وربما لم يُصب بأذى. في السياق ذاته؛ قالت مصادر محليّة فلسطينية إن الهدف كان كان على ما يبدو جمال محمد ياسين الدلو والذي يبلغُ من العمر 50 عامًا ويعملُ كمهندس حيثُ من المحتمل أن يكون مرتبطًا بوحدة الصواريخ في حركة حماس. في المُقابل؛ ذكرت هيومن رايتس ووتش التي أجرت تحقيقًا بشأن الغارة أن اسمَ يحيى ربيعة ليس مدرجًا كشخصية بارزة في المواقع الرسمية التابعة للجناحين العسكريين لحماس والجهاد الإسلامي الذين قُتلوا خلال العملية. أمَّا حاتم الدلو وهو أحد أقارب عائلة الدلو التي نسفتها المُقاتلات الإسرائيلية فقد قالَ إنه لم يسمع عن ربيع وأن تفسير إسرائيل مُجرّد «هُراء».
نقلت بعضُ وسائل الإعلام الإسرائيلية عن مسؤولين في جيش الاحتلال قولهم إنَّ تل أبيب ستفتحُ تحقيقًا عسكريًا في «الحادث»، وبعدَ فترةٍ من إصدار البيانات والتراجعِ عمّا ورد فيها؛ قالَ الجيش الإسرائيلي في 27 تشرين الثاني/نوفمبر 2012 إن محمد جمال الدلو أحدُ أفراد شرطة حماس الذي توفي في الهجوم كان هدفًا للغارة؛ وقالت المتحدثة باسم جيش الدفاع أفيتال ليبوفيتش: «الأب – في إشارةٍ إلى محمد جمال – كان «إرهابيًا معروفًا» يتبعُ الجناح العسكري لحماس ... لم يحصل أيّ خطأ من الجيش الإسرائيلي؛ وإنه لأمر مأساوي عندما يختبئُ «ناشطٌ إرهابي» بين المدنيين ولكنه للأسف جزءٌ من تكتيكات حماس والجهاد الإسلامي.

»
الجدير بالذكرِ هنا أنَّ محمد جمال الدلو هو أبٌ لأربعة أطفال قُتلوا جميعًا في الغارة الإسرائيلية، وكان جيران عائلة الدلو قد قالوا للصحفيين الذين أجروا معهم حوارات ما بعد الهُجوم إنه لا توجد أيّ صلةٍ بين الأسرة وفصائل المقاومة المسلحة. على المستوى الحقوقي؛ انتقدت هيومن رايتس ووتش الجيش الإسرائيلي لعدم تقديمهِ معلومات تدعم مزاعمه بشأن محمد الدلو؛ فوفقًا لرايتس ووتش فإن جيش الدفاع لم يستجب لطلبها فِي الحصول على مزيدٍ من المعلومات حول الغارة.

## انتقادات
انتقدت شيرين تادروس مراسلة الجزيرة الإنجليزية في الشرق الأوسط التي غطت النزاع في غزة سياسة الجيش الإسرائيلي المتمثلة في استهداف منازل عائلة النشطاء المزعومين ما يؤدّي إلى سقوط عددٍ كبيرٍ من القتلى المدنيين ثمَّ تساءلت: «هل يتوقف أحدٌ ويسأل؟ حتى لو كان هناك مسؤول من حماس داخل المنزل فهل يجبُ قتل عشرة مدنيين أبرياء لاستهدافِ مسؤولٍ واحدٍ من الواضح أنه يخضع للمراقبة الإسرائيلية؟» أما الجيش الإسرائيلي فنفى كما يفعلُ دومًا كل ما قيل عنه مؤكدًا أنه يُطلق صواريخ تحذيرية على المناطق السكنية للسماحِ للمدنيين بالفرار من منازلهم قبل بدء تنفيذ الغارات الجوية. رواية الاحتلال الإسرائيلي كذبها جمال الضالع مالك المنزل الذي استُهدف وأحد المُقرَّبين من العائلة المقتولة حيثُ أكّد على أن الطائرات الحربية الإسرائيلية لم تُطلق أيّ طلقات تحذيرية للسماح للعائلة بالفرار؛ وأضاف: «لم يُعطونا تحذير. لقد ضربوا المنزل والأطفال فيه ... ماذا فعلَ هؤلاء الأطفال لهم؟» أمَّا المركز الفلسطيني لحقوق الإنسان فقد وصفَ الضربة الجويّة بأنها مثالٌ واضحٌ على الاستهدافِ الصارخِ للمدنيين، في حين وصفت هيومن رايتس ووتش الغارة بأنها جريمة حرب ودعت إلى «تعويضِ» أفراد عائلات الضحايا.

## الضحايا
هذه قائمة القتلى جرّاء الغارة الجوية على منزل الدلو مع أعمارهم:
- محمد الدلو (25 سنة)
- جمال محمد جمال الدلو (6 سنوات)
- يوسف محمد جمال الدلو (4 سنوات)
- سارة محمد جمال الدلو (7 سنوات)
- إبراهيم محمد جمال الدلو (سنة واحدة)
- تهاني حسن الدلو (52 سنة)
- سهيلة محمد الدلو (73 سنة)
- رنين جمال الدلو (22 سنة)
- أمينة مطر المزنر (75 سنة)
- عبد الله محمد المزنر (19 سنة)